# Heinz Bäni
Heinz Bäni (Zofingen, 18 novembre 1936 – 10 marzo 2014) è stato un calciatore svizzero, di ruolo difensore.